# BS-2X
O BS-2X (anteriormente denominado de STC-1) foi um satélite de comunicação geoestacionário japonês construído pela empresa GE Astro, ele era para ter sido operado pela TSCJ. O satélite foi baseado na plataforma AS-3000. O mesmo foi perdido no lançamento após o veículo lançador falhar.

## História
Dois satélites de banda Ku DTH foram originalmente encomendados pela STC, em 1982, mas quando os seus planos falharam, foram vendidos para o Japão como gapfillers no programa de transmissão por satélite BS sob a designação BS-2X (1989) e BS-3H (1990).
Ambos os satélites foram perdidos em falhas de lançamento. Se eles tivessem sido lançados com sucesso, eles seriam renomeados para Yuri 2X e Yuri 3H.

## Lançamento
O satélite foi lançado ao espaço no dia 22 de fevereiro de 1990, por meio de um veículo Ariane-44L H10, laçando a partir do Centro Espacial de Kourou, na Guiana Francesa, juntamente com o satélite Superbird B. Ambos os satélites foram perdidos, devido a uma falha do lançamento. Ele tinha uma massa de lançamento de 1.250 kg.

## Capacidade e cobertura
O BS-2X era equipado com 3 transponders em banda Ku, para fornecer serviços de telecomunicação ao Japão.